# Білгород-Дністровська хоральна синагога
Білгород-Дністровська хоральна синагога — юдейська культова споруда, збудована 1891 року на вул. Єврейській, 29, у Білгороді-Дністровському. Пам'ятка архітектури місцевого значення.

## Історія
Чинна в румунський період історії міста, але була закрита радянською владою 1940 року; будівлю переобладнали під спортивний зал. Повернули громаді міста 1998 року після відновлення Україною незалежності (наказ № 55-XXIII від 25.06.1998 р. «Про передачу на баланс юдейської релігійної громади будівлі дитячої юнацької спортивної школи відділу освіти виконкому по вул. Кірова, 29 [нині Єврейська, 29]»). У березні 2018 року було визнано, що рішення від 1998 року втратило чинність, чим, фактично, повернули об'єкт культурної спадщини у власність міської громади.

## Галерея

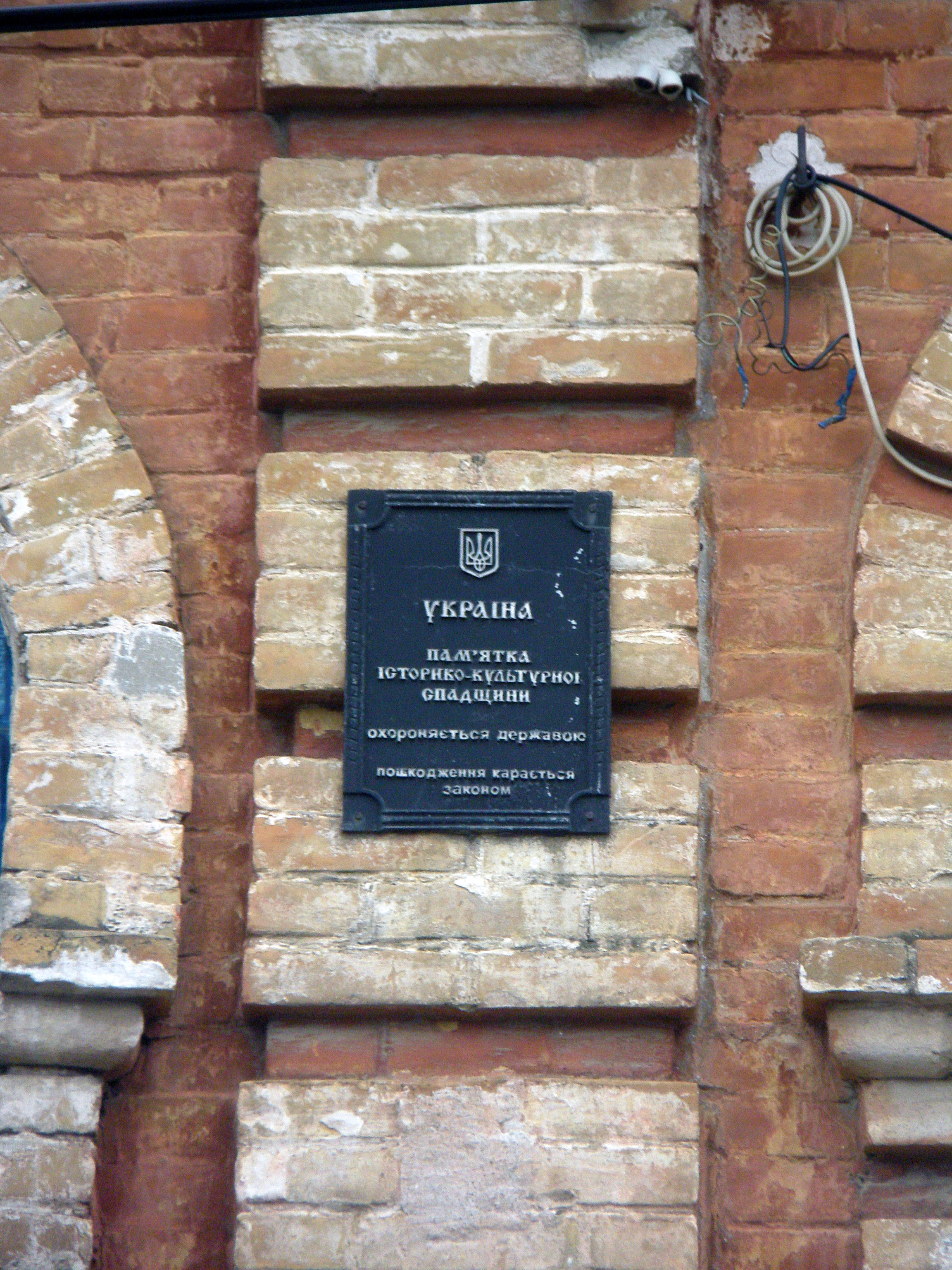
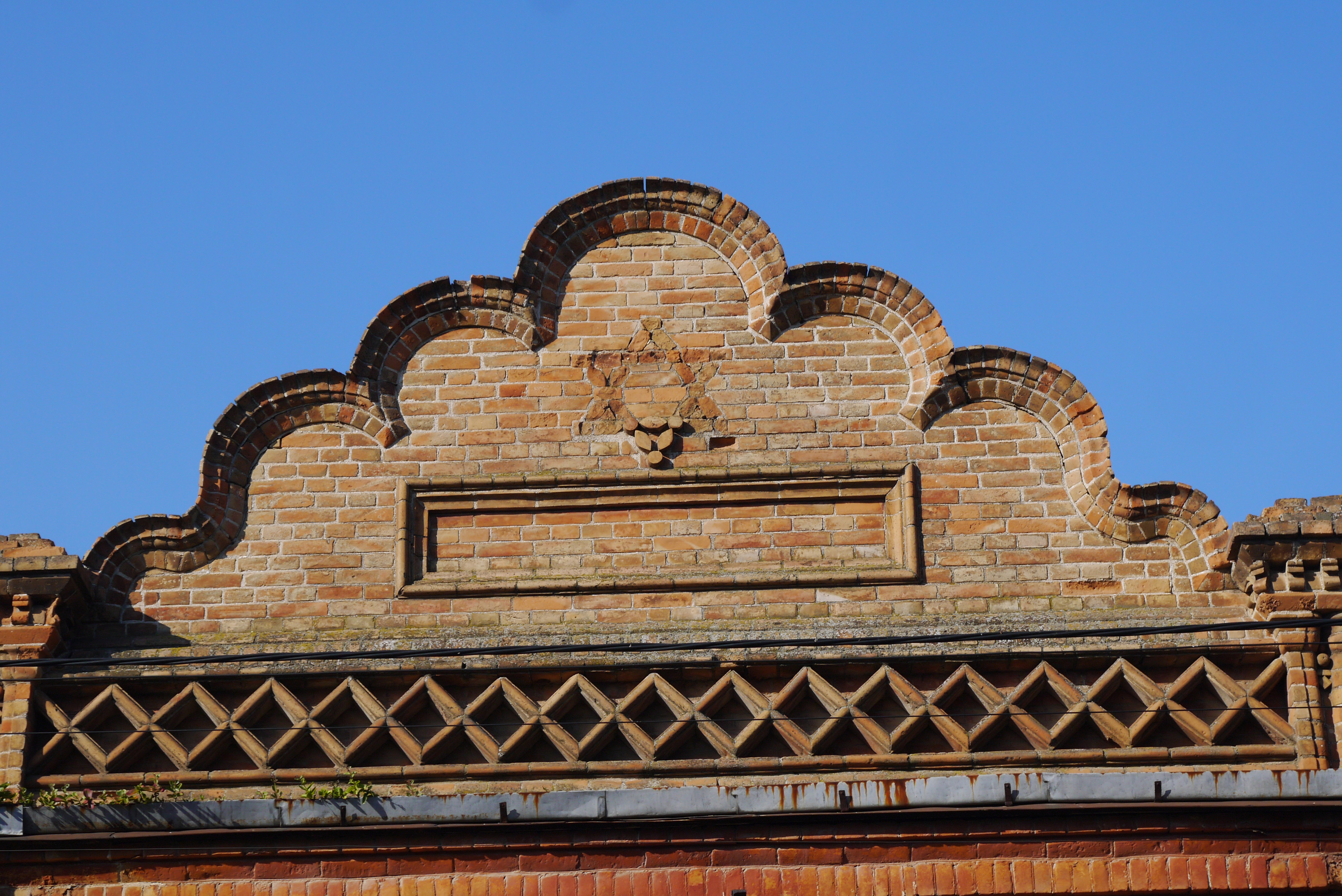
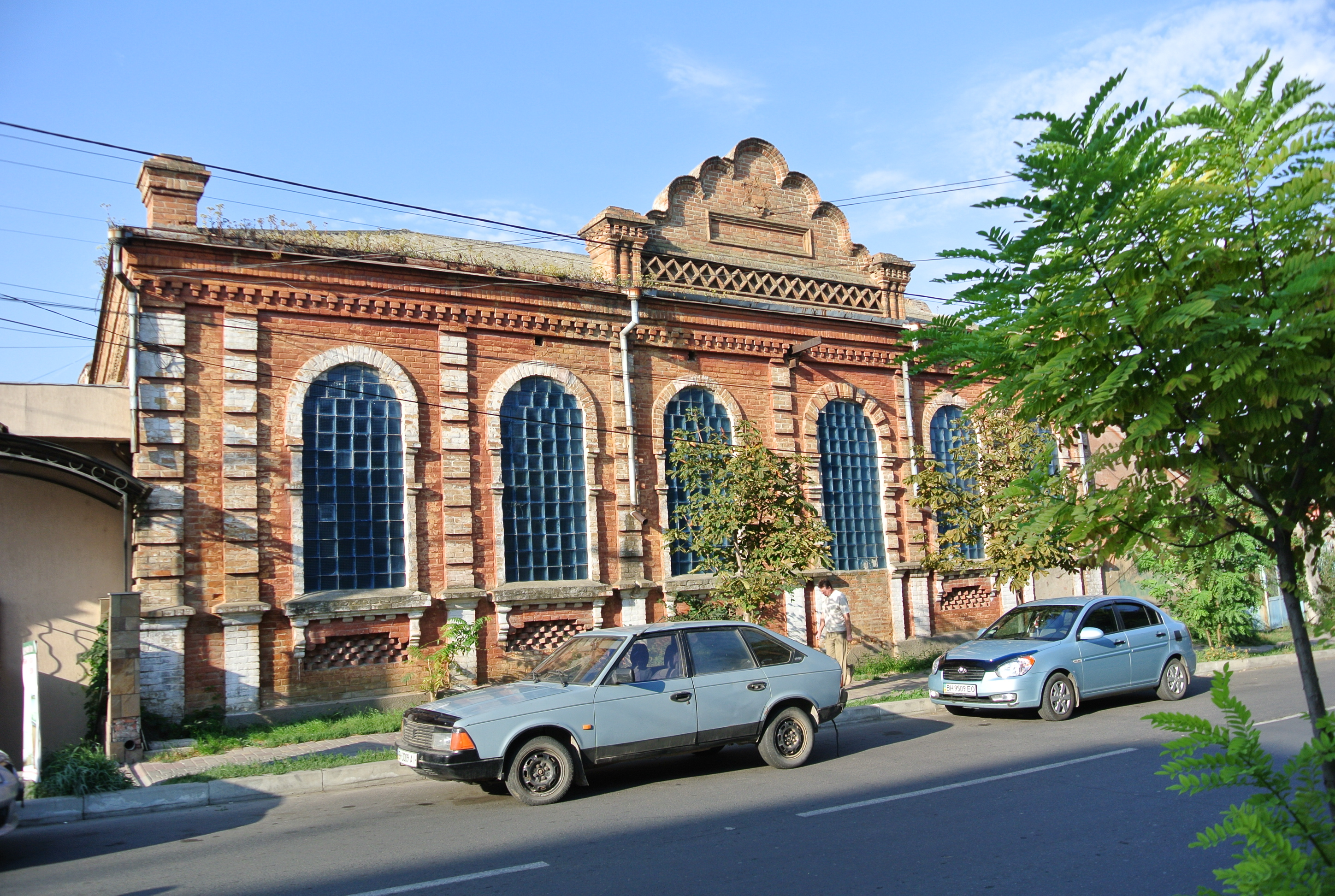
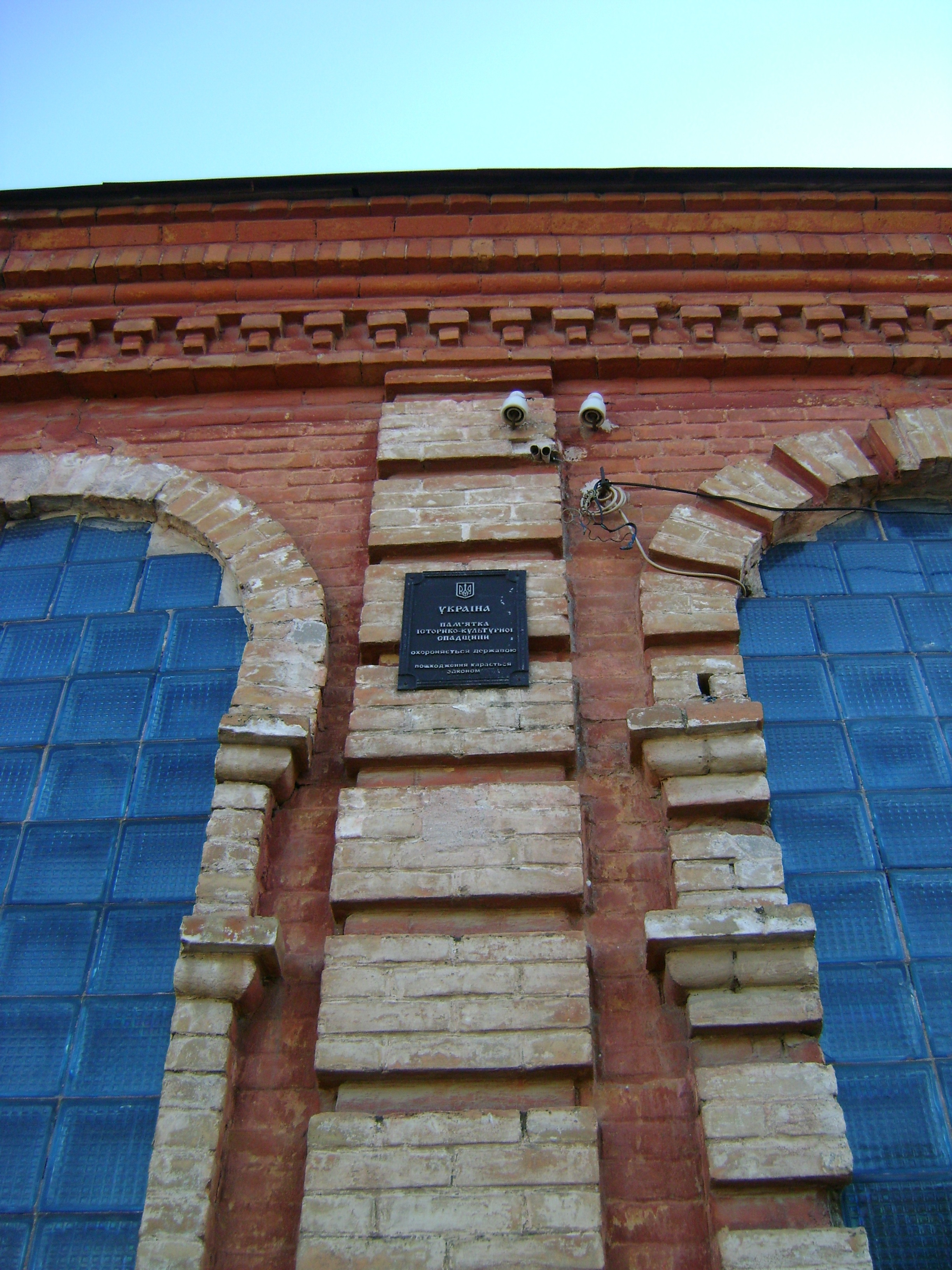

## Архітектура
Не зберігся жіночий балкон і початкове планування, а також міква. Горища немає. Стіни складені з цегли. Синагога побудована в неоросійському стилі. Північна стіна має довжину 19,25 м, західна — 11,4 м, південна — 19,25 м, східна — 11,4 м. Фасад має три великих вікна з арочними перебірками. Західний фасад увінчаний багато прикрашеним і складним парапетом, який виглядає як кокошник (традиційний головний убір російської жінки). На тимпані парапету з фігурних цеглин викладена зірка Давида.
У державному реєстрі об'єктів культурної спадщини значиться під № 580-91 як «Синагога 1891 року». Інша колишня міська синагога - на вулиці Ізмаїльській.